# Jacutinga
A jacutinga (Aburria jacutinga), também chamada jacuapeti, jacupará e peru-do-mato, é uma ave da família dos cracídeos que habita as florestas virgens das regiões Centro-Oeste e Sudeste do Brasil. Mede cerca de 75 cm, alimenta-se de frutos e bagas; sendo, até as décadas de 1950 e 1960, relativamente comum nesse habitat. É uma espécie arborícola.
O desmatamento e a caça predatória reduziram drasticamente as suas populações, sendo, atualmente, uma espécie em via de extinção. Diversos programas de reprodução em cativeiro têm sido bem-sucedidos, com a reintrodução sistemática dessas aves na natureza. Essa ave efetua migrações altitudinais, acompanhando a frutificação de diversas árvores da floresta, principalmente as dos palmiteiros; sendo que a exploração predatória dessa palmeira, cujos frutos são um dos principais alimentos da jacutinga, também tem contribuído para a sua decadência populacional.

## Etimologia
"Jacutinga" se origina da junção dos termos tupis ya'ku (jacu) e tinga (branco), significando, portanto, "jacu branco", numa referência às penas brancas no topo da sua cabeça e nas suas asas. "Jacuapeti" se origina da junção dos termos tupis ya'ku (jacu), a'pé (superfície) e tim (branco), significando, portanto, "jacu da superfície branca". "Peru-do-mato" é uma referência ao peru.
O nome jacutinga foi selecionado como nome vernáculo técnico para a espécie Aburria jacutinga pelo Comitê Brasileiro de Registros Ornitológicos (CBRO) em 2021.

## Nomes vernáculos
- Proto-Jê Meridional[8]: *peɟ
- Proto-Mamoré-Guaporé[9]: *huβi